# Caccodes cacumenum
Caccodes cacumenum là một loài bọ cánh cứng trong họ Cantharidae. Loài này được Mutchler miêu tả khoa học năm 1923.